# Fedorivka, Djankoi
Fedorivka (în ucraineană Федорівка) este un sat în comuna Tabacine din raionul Djankoi, Republica Autonomă Crimeea, Ucraina.

## Demografie
Componența lingvistică a localității Fedorivka
     Rusă (61,82%)
     Tătară crimeeană (36,36%)
     Ucraineană (1,82%)
Conform recensământului din 2001, majoritatea populației localității Fedorivka era vorbitoare de rusă (61,82%), existând în minoritate și vorbitori de tătară crimeeană (36,36%) și ucraineană (1,82%).